# 白山菊酒

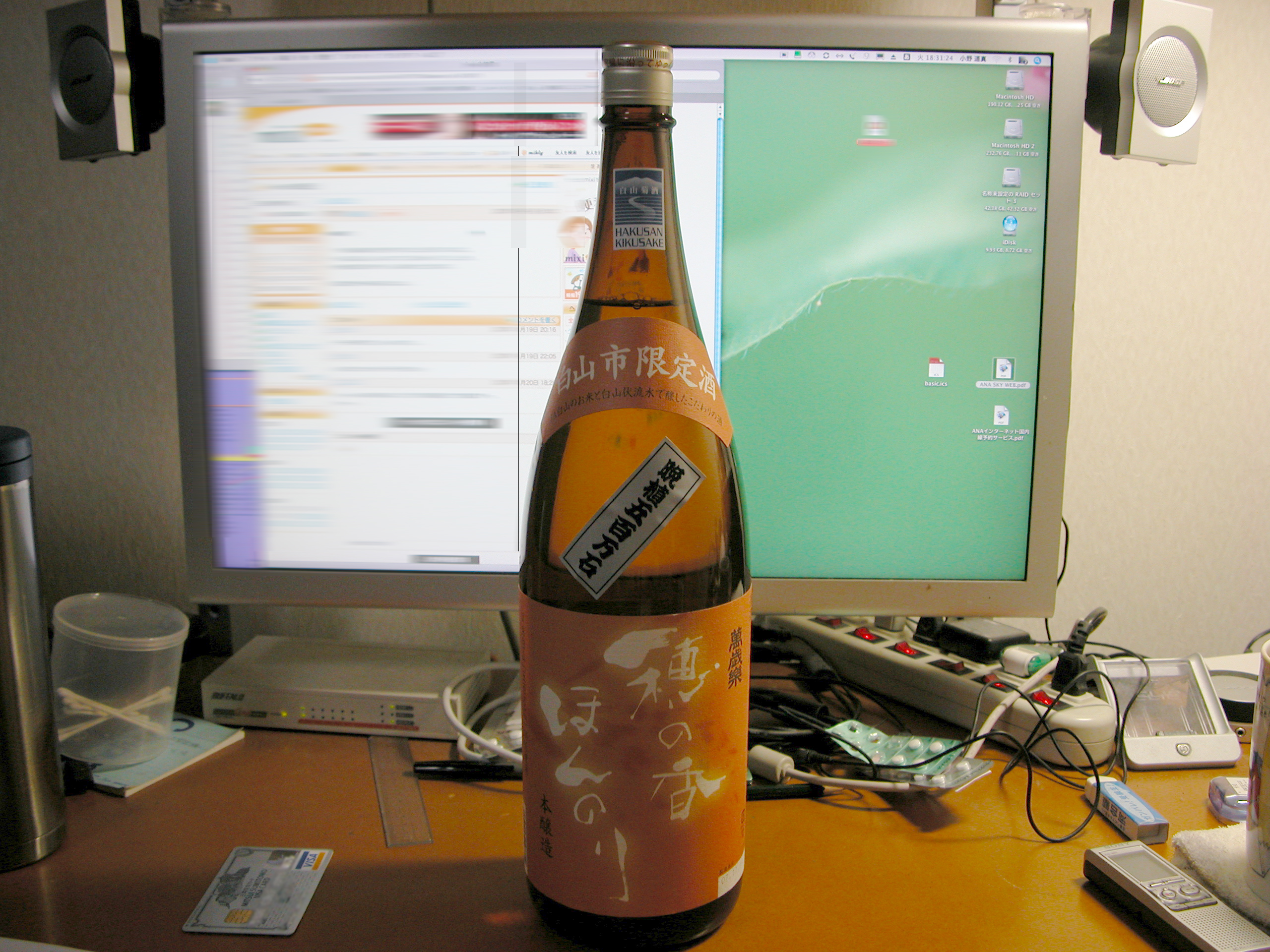
白山菊酒の一つ、萬歳楽の穂の香ほんのり。豊かな味わいと香りが楽しめる．瓶の上部にラベルがある

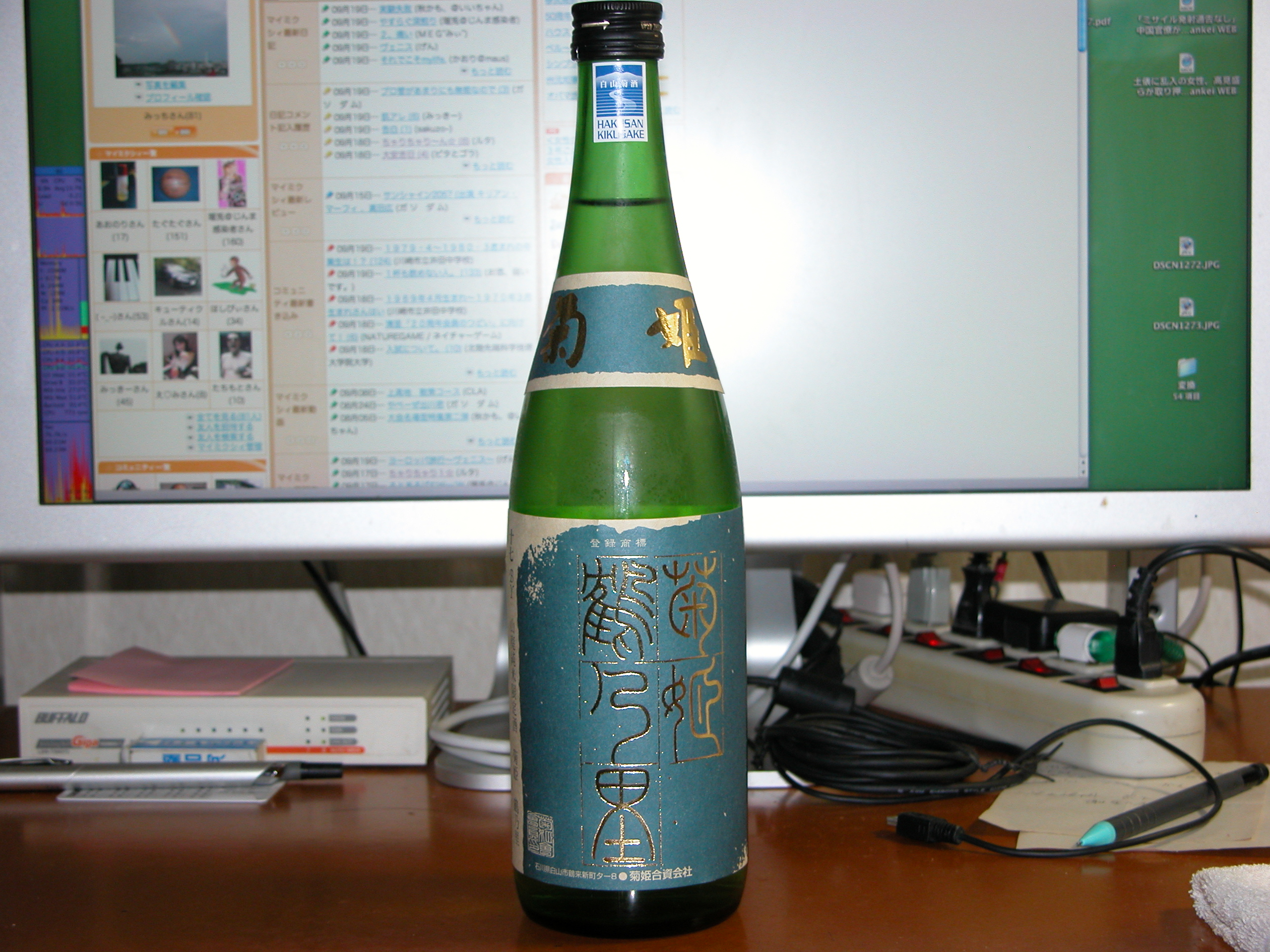
白山菊酒の一つ、菊姫の鶴乃里。山廃仕込み特有のしっかりした酸味とぶどうの様な香りが楽しめる．瓶の上部にラベルがある

白山菊酒（はくさんきくさけ）は、白山菊酒呼称統制機構が2005年8月11日に創立した日本酒のブランド名。

白山菊酒呼称統制機構が認証する形でブランドが付与されるが、石川県白山市内の蔵にある日本酒の銘柄に限る。認定された酒は瓶のいずれかの部分にHAKUSAN KIKUSAKEと銘の打たれたシールを貼られる。

## 概要
白山市に活きる蔵元が、この加賀の菊酒を育んで来た自然に感謝するとともに、清酒醸造の担い手としてその伝統の技と技能に磨きを重ね、清酒業界の発展と未来への伝承という責務を果たす事を使命としている。

## 白山菊酒呼称統制機構を構成する清酒製造業者
- 株式会社金谷酒造店（銘柄「高砂」）
- 菊姫合資会社（銘柄「菊姫」）
- 株式会社小堀酒造店（銘柄「萬歳楽」）
- 株式会社車多酒造（銘柄「天狗舞」）
- 株式会社吉田酒造店（銘柄「手取川正宗」）

いずれも白山菊酒に出ている順番による。